# ヨーゼフ・フランツ・ワーグナー
ヨーゼフ・フランツ・ワーグナー（Josef Franz Wagner, 1856年3月20日 - 1908年6月5日）は、オーストリアの軍楽隊長・作曲家。同世代のジョン・フィリップ・スーザにちなんで、「オーストリアのマーチ王」とも呼ばれる。リヒャルト・ワーグナーと区別するため、姓のみの表記は避けられJ.F. ワーグナーと表記される。ワーグナー一族とは関係ない。
軍隊行進曲『双頭の鷲の旗の下に』（Unter dem Doppeladler, 1902年作曲）が最も有名である。題名にある「双頭の鷲」とは、オーストリア＝ハンガリー二重帝国の象徴である。この作品はスーザのお気に入りのレパートリーの一つとなり、3度の録音によって有名になった。この曲は、オーストリア陸軍第2師団（2007年解散）の公式な行進曲に採用されていた。
このほかに、いくつかの行進曲やポルカも人気がある。
ウィーン中央墓地の特別名誉地区 区間35Aの列G2 8番に埋葬されている。

## 著明な作品

### 行進曲
- 双頭の鷲の旗の下に ‐ 代表作、作品159。

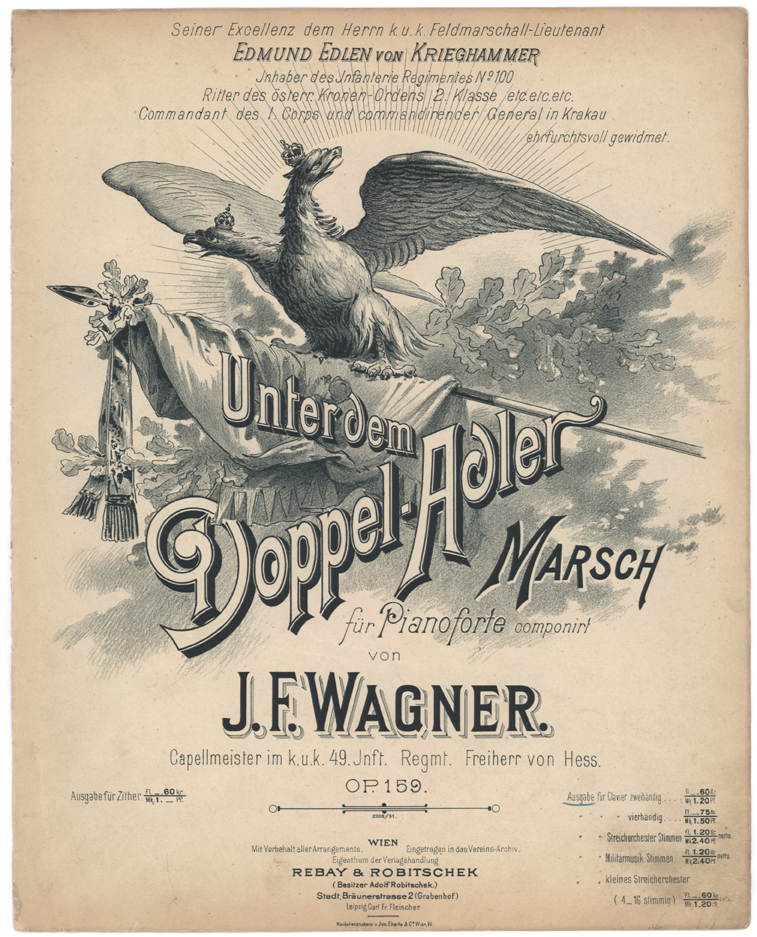
双頭の鷲の旗の下にの楽譜

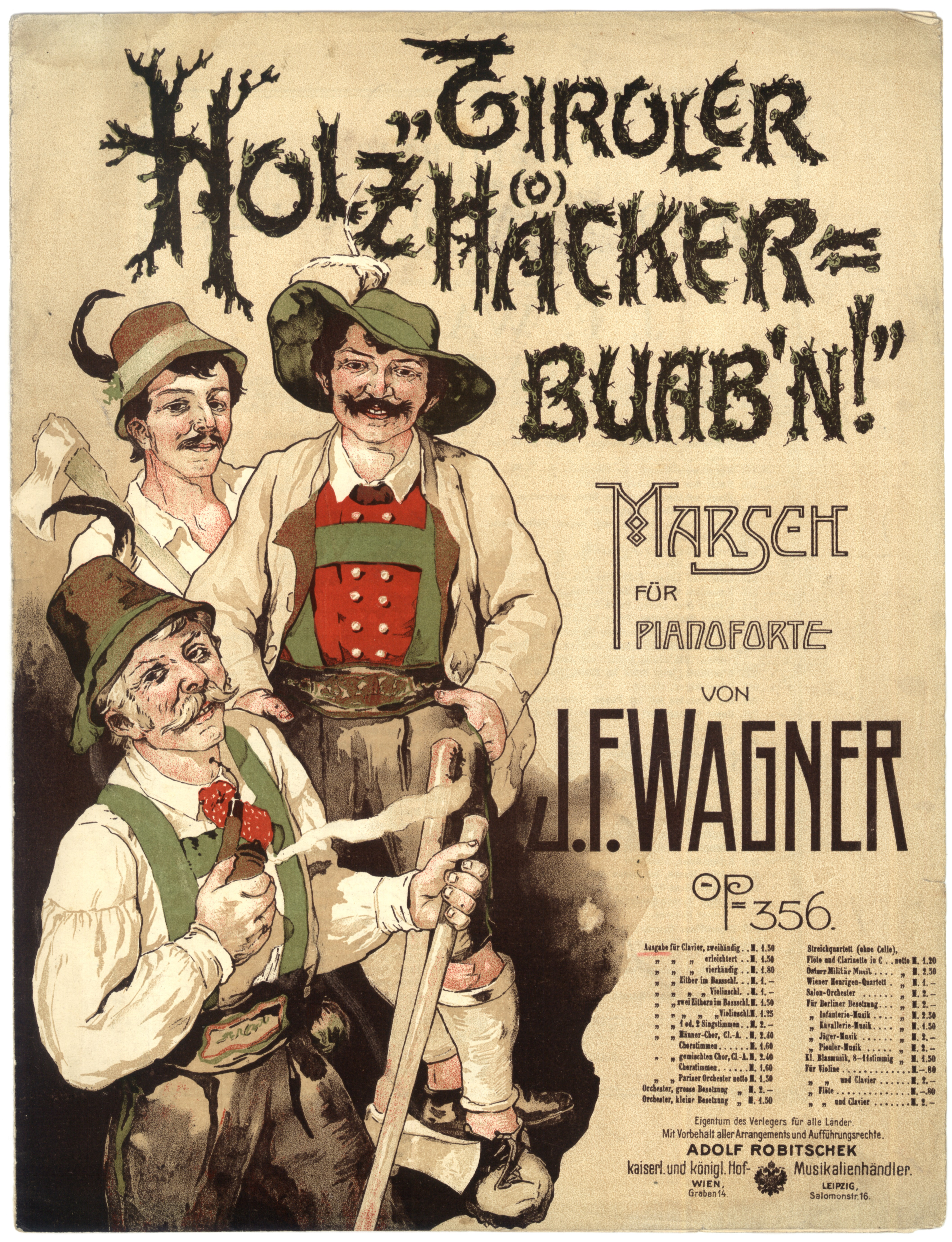
チロルの木こりの誇りの楽譜

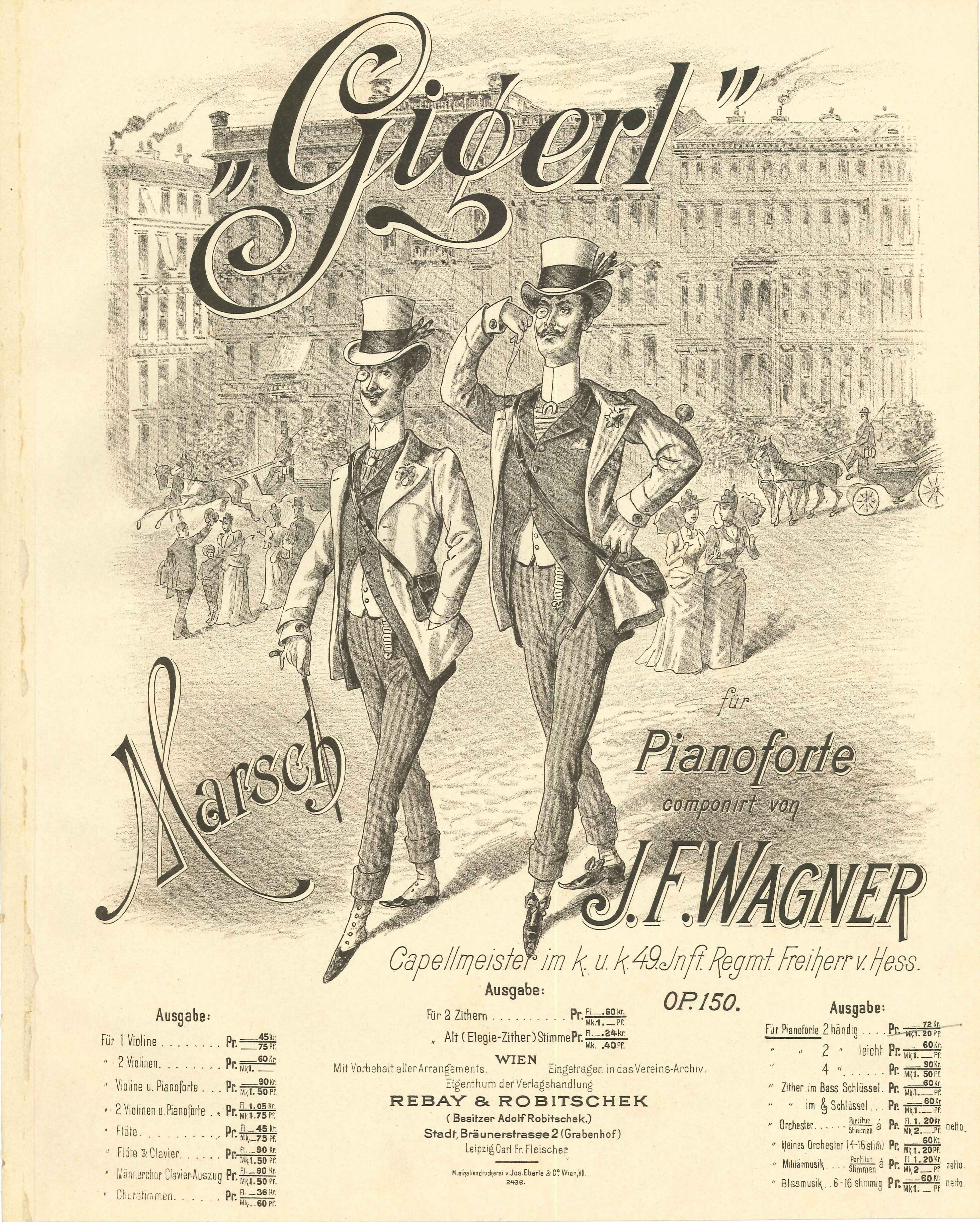
ギゲル行進曲の楽譜

- チロルの木こりの誇り ‐ 作品356。

- ギゲル行進曲 ‐ 作品150。

- 第47連隊行進曲 ‐ 作品180。

### オペラ
Der Herzbub ‐ 彼が作曲した唯一のオペラ。